# Game of Silence
Game of Silence ist eine US-amerikanische Fernsehserie und eine Adaption der türkischen Serie Suskunlar, die 2012 bei dem türkischen Sender Show TV gezeigt wurde.
Ihre Erstausstrahlung erfolgte in den Vereinigten Staaten am 12. April 2016 auf dem Sender NBC.  Im deutschsprachigen Raum wurde die komplette Serie am 17. Oktober 2016 bei Amazon Video per Streaming veröffentlicht.
Die Serie wurde am 13. Mai 2016 nach der ersten Staffel abgesetzt.

## Inhalt
1988 wollen die vier Freunde Jackson, Gil, Shawn und Boots ihre Freundin Jessie vor ihrer alkoholabhängigen Mutter retten. Sie klauen deren Auto und bauen einen folgenschweren Unfall. Die vier Jungs werden zu neun Monaten in der Quitman Youth Detention Facility verurteilt. Dort werden sie von den Betreuern und Wärtern misshandelt und gefoltert.
25 Jahre später ist Jackson Brooks ein erfolgreicher Anwalt und mit seiner Chefin Marina Nagle liiert. Auch seine nächste Beförderung steht schon unmittelbar bevor. Doch dann taucht Gil Harris bei ihm in der Anwaltskanzlei auf und bittet ihn um Hilfe. Ihr ehemaliger Freund Boots landet zunächst in der Untersuchungshaft und anschließend im Krankenhaus. Außerdem wurde ein ehemaliger Übeltäter von den vier attackiert. Bei Jackson reißen alte Wunden wieder auf, die er längst für geheilt hielt.
Gemeinsam wollen sie ihren Freund retten und kommen dabei ihren Peinigern auf die Spur, die inzwischen ein kriminelles Netzwerk geschaffen haben, welches sich bis in die hohe Politik zieht. Bei ihrem gefährlichen Rachefeldzug werden die Freunde an ihre eigenen Grenzen gebracht.

## Besetzung
- David Lyons als Jackson Brooks
- Michael Raymond-James als Gil Harris
- Larenz Tate als Shawn Cook
- Bre Blair als Jessie West
- Conor O’Farrell als Warden Roy Carroll
- Deidrie Henry als Detective Liz Winters
- Demetrius Grosse als Terry Bausch
- Claire van der Boom als Marina Nagle
- Derek Phillips als Gary "Boots" Nolan[3]
- Judah Lewis als junger Gil Harris
- Cannon Kluytman als junger Gary "Boots" Nolan[4]

## Episodenliste
| Nr. | Deutscher Titel       | Originaltitel              | Erstausstrahlung USA | Deutschsprachige Erstausstrahlung (D/A/CH) | Regie             | Drehbuch                              |
| --- | --------------------- | -------------------------- | -------------------- | ------------------------------------------ | ----------------- | ------------------------------------- |
| 1   | Eingeholt             | Pilot                      | 12. Apr. 2016        | 17. Okt. 2016                              | Niels Arden Oplev | David Hudgins                         |
| 2   | Blutsbrüder           | Blood Brothers             | 14. Apr. 2016        | 17. Okt. 2016                              | Deran Sarafian    | Wendy West                            |
| 3   | Wutentbrannt          | Hurricane Gil              | 21. Apr. 2016        | 17. Okt. 2016                              | Dave Rodriquez    | Christopher Fife                      |
| 4   | Ungebetene Gäste      | The Uninvited              | 28. Apr. 2016        | 17. Okt. 2016                              | Kimberly Peirce   | Tom Mularz                            |
| 5   | Rückkehr in die Hölle | Ghosts of Quitman          | 5. Mai 2016          | 17. Okt. 2016                              | Bill Johnson      | Ian Deitchman & Kristen Rusk Robinson |
| 6   | Ins Schwarze          | Into the Black             | 12. Mai 2016         | 17. Okt. 2016                              | Holly Dale        | Jerome Hairston                       |
| 7   | Road Trip             | Road Trip                  | 19. Mai 2016         | 17. Okt. 2016                              | Peter Weller      | Hayley Tyler                          |
| 8   | Neue Allianz          | Hey                        | 2. Juni 2016         | 17. Okt. 2016                              | Robert Mandel     | Hiram Martinez                        |
| 9   | Die Wahrheit          | The Truth                  | 2. Juni 2016         | 17. Okt. 2016                              | Brad Tanenbaum    | Kurt Voelker                          |
| 10  | Die Revanche          | She Sang Hymns Out of Tune | 5. Juni 2016         | 17. Okt. 2016                              | Deran Sarafian    | David Hudgins                         |